# Chenouda Ier d'Alexandrie
Chenouda Ier d'Alexandrie est un patriarche d'Alexandrie de l'Église copte de 859 au 19 avril 880.

## Contexte
Sanythios/Sinuthius ou Sanudah/Chenouda est d'abord moine au Monastère Saint-Macaire de Scété où sa rigueur morale et son activité lui permettent d'être ordonné archiprêtre. Peu après il est désigné comme patriarche par les évêques et le peuple. Il est couronné le 13e jour de Tubah de l'an 575 du calendrier copte c'est-à-dire le 8 janvier 859. il doit faire face à de graves persécutions qui altèrent son état de santé et il est exilé dans la cité de Mariout pendant trois années.
Alors qu'il fait une visite pastorale dans les monastères les arabes de haute Égypte font des incursions dans le désert de Scété pour piller les établissements religieux et tuer les moines. Il va à leurs rencontre avec son clergé et obtient qu'ils se retirent se miracle est daté d'un 9e jour de Baramoudah
Le pape Chenouda Ier prend un grand soin des églises de leur édification et de leur entretien. Il préserve également les refuge utilisés par les pèlerins et les aumônes aux pauvres. Il meurt  le 19 avril 880 après avoir occupé le siège de Saint Marc pendant 21 ans 3 mois et 11 jours